# Erik Magnusson af Södermanland
Erik Magnusson, hertug af Södermanland 1303, blev født ca. 1282 og døde i fangeskab på Nyköpingshus den 16. februar 1318, begravet i Storkyrkan i Stockholm. Erik var søn af kong Magnus Ladulås og Helvig af Holsten.

## Ærgerrig
Erik blev tidligt mere populær end broderen Birger, som arvede den svenske krone. I sin modstand mod sin bror, kongen, fik han støtte af sin anden bror, Valdemar Magnusson. Erik er kaldt både dygtigere og mere intelligent end sin bror, kong Birger. Han var også modig og ærgerrig, og hans sociale egenskaber skaffede ham mange tilhængere.

## Gift med Ingebjørg af Norge
Som ung blev Erik forlovet med Ingebjørg Håkonsdatter af Norge. Da han krævede bryllup i 1308, værgede kong Håkon 5. Magnusson af Norge sig mod at bortgive sin datter, da Norge var allieret med Sverige i henhold til tidligere aftaler, og Erik var en udfordrer til den svenske trone.
Erik gjorde nu en pilgrimsfærd til Wien og ophævede sin forlovelse med Sofia af Mecklenburg-Werle (død 1339) en søsterdatter til kong Erik Menved af Danmark. Derefter optog han sin tidligere forlovelse med norske Ingebjørg, som var et godt dynastisk valg, da hun var den norske konges eneste barn. Erik fik det som han ville. I 1312 blev han gift med Ingebjørg Håkonsdatter i Oslo. Nogle år senere døde hendes far.

## Opposition til den svenske krone
Kong Birger frygtede med rette sine brødre og deres planer. Han tvang dem til at signere et dokument i 1304 for at gøre dem mindre farlige. Brødrene flygtede til Norge, men i 1305 blev de igen forsonet med kongen og fik deres hertugtitler tilbage.
Erik havde også landområdet Båhuslen og Konghelle i bunden af Oslofjorden, som han havde fået af den norske konge under sit ophold, og det nordlige Halland havde han fået af den danske konge Erik Menved. Erik planlagde at vælte Birgers marsk Torgils Knutsson, som stod i vejen for hans egne planer. Da præsteskabet var i opposition til marsken, gav de deres støtte til Erik og pressede den svage Birger til at henrette Torgils Knutsson i 1306. Blot et halvt år senere, i september 1306, sad Birger selv i fængsel, indespærret af sine to brødre som derefter tog kontrollen over Sverige.
Birgers svoger, Erik Menved, kom med en hær for at støtte Birger. Kong Håkon af Norge var derimod blevet knyttet til de yngre brødre; Erik specielt. I 1308 blev Erik og Valdemar tvunget af den danske konge til at løslade Birger, men på ydmygende betingelser. Da Birger var fri søgte han støtte i Danmark, og striden begyndte på ny. Da Erik indgik en fredsaftale med Danmark, som blev holdt skjult for kong Håkon, mistede Erik den norske konges tillid. Kong Håkon krævede Kongshella tilbage, men Erik nægtede.

## Krig med Norge
Det førte i 1309 til krig mellem Norge og Erik Magnusson , og Danmark stillede sig på Norges side. Ved hjælp af sine strategiske evner lykkedes det Erik at ride stormen af og besejre nordmændene og derefter danskerne, som kom så langt som til Nyköping i 1309. Erik angreb Norge og generobrede Båhuslen og Kongshella. Striden endte med en fredsaftale i Helsingborg, hvorved Sverige blev delt mellem Birger og hans to brødre, hertugene Erik og Valdemar. Erik fik Västergötland, Dalsland, Värmland og Kalmar og det nordlige Halland som len under Danmark, og han lovede at overlade Kongshella til Norge igen.
Til trods for at Erik aldrig tilbageleverede Kongshella til Norge og brød alle sine løfter til den norske konge, lykkedes det ham alligevel at få hans godkendelse til ægteskab. Forklaringen må være, at kong Håkon var blevet en gammel mand, som så at det han havde kæmpet for bare gled fra ham. I 1312 giftede Erik sig med den 11 år gamle Ingebjørg Håkonsdatter i Oslo, og i 1316 fødte hun ham en søn, Magnus, og i 1317 en datter.

## Fanget
Erik havde næsten nået alle sine mål: han beherskede landområder af dele af de tre nordiske kongedømmer centreret ved kysten af Skagerrak og med Varberg som sæde; han havde en søn som var arving til kongedømmet Norge, og han var selv de facto hersker af Sverige.
Den ambitiøse Erik blev stoppet af list, da hans bror Birger de jure hersker af Sverige narrede ham til et gæstebud i Nyköping. Der fik Birger Erik og Valdemar arresteret og kastet i fængsel natten mellem 10. og 11. december 1317. Ingen ved, hvad der egentlig skete med de to brødre: de forsvinder fra historien. Enten blev de sultet til døde eller henrettet i februar 1318.

## Eftermæle
Hele Norden var oprørt over brødrenes død, som fik mange til at glemme deres ugerninger og kun huske deres kvaliteter. Men Eriks ambitioner havde skabt store problemer for Sverige. Borgerkrigen i Sverige mellem brødrene var et af Sveriges mørke kapitler. Mange mennesker fra Norge, Sverige og Danmark døde på grund af deres ambitioner. Eriks liv blev positivt skildret i propagandaskriftet Erikskrøniken skrevet af hans tilhængere.

## Børn
Erik fik to børn med den norske prinsesse Ingebjørg Håkonsdatter:
- Magnus Eriksson af Sverige (1316-1374), konge af Sverige og konge af Norge.
- Eufemia Eriksdatter (1317-1363/1370), gift med hertug Albrecht af Mecklenburg (1318-1379)